# Shendang (köpinghuvudort i Kina, Zhejiang Sheng, lat 30,58, long 120,82)
Shendang är en köpinghuvudort i Kina. Den ligger i provinsen Zhejiang, i den östra delen av landet, omkring 72 kilometer nordost om provinshuvudstaden Hangzhou. Antalet invånare är 34 963. Befolkningen består av 17 516 kvinnor och 17 447 män. Barn under 15 år utgör 11,0 %, vuxna 15-64 år 75 %, och äldre över 65 år 13,0 %.
Runt Shendang är det tätbefolkat, med 550 invånare per kvadratkilometer. Närmaste större samhälle är Wangdian, 11,4 km nordväst om Shendang. Trakten runt Shendang består till största delen av jordbruksmark.
Genomsnittlig årsnederbörd är 1 712 millimeter. Den regnigaste månaden är juni, med i genomsnitt 277 mm nederbörd, och den torraste är november, med 65 mm nederbörd.